# René van Woudenberg
René van Woudenberg (Den Haag, 24 september 1957) is een Nederlandse filosoof en hoogleraar aan de Vrije Universiteit Amsterdam (VU). Zijn vakgebied is kentheorie en ontologie.

## Loopbaan
Van Woudenberg behaalde in 1977 zijn atheneum B op De Populierschool in Den Haag. Datzelfde jaar ging hij in Amsterdam Filosofie en Nederlands studeren aan de VU, studies die hij in 1984 afrondde. Op 23 mei 1991 promoveerde hij bij prof. dr. Nicholas Wolterstorff (Yale University, New Haven, Connecticut, USA) op een proefschrift over transcendentale argumenten. 
Van 1992-1997 was Van Woudenberg Akademie-onderzoeker van de Koninklijke Nederlandse Akademie van Wetenschappen. In het academisch jaar 1992-1993 was hij tevens fellow aan de University of Notre Dame (USA). Van 1997 tot 2001 was hij als universitair hoofddocent verbonden aan de faculteit der wijsbegeerte van de VU en gaf hij leiding aan de onderzoeksgroep "Bronnen van kennis en funderingsdenken". Met prof. dr Herman Philipse en dr I. Douven richtte hij in 1999 het Centrum voor Epistemologie en Ontologie op (CEPON).
Op 1 juli 2001 werd hij benoemd tot hoogleraar kentheorie en ontologie van de faculteit der wijsbegeerte aan de Vrije Universiteit. Na een sabbatical van augustus 2007 tot augustus 2008 aan de University of Notre Dame waar hij eerder als fellow aan verbonden was, werd hij in september 2008 decaan van de faculteit der wijsbegeerte aan de VU. In 2013 legde hij die functie neer. Sinds 2013 leidt hij aan de VU het Abraham Kuyper Centre for Science and Religion.

## Persoonlijk leven
Van Woudenberg is getrouwd en heeft twee dochters en twee zonen.

## Boeken (selectie)
- Filosofie van taal en tekst (2002, Damon: Leende)
- Gelovend denken - Inleiding tot een christelijke filosofie (1992, tweede druk 2004, nr. 7 in de reeks Verantwoording, Buijten & Schipperheijn Motief: Amsterdam)
- Schitterend ongeluk of Sporen van ontwerp? Over toeval en doelgerichtheid in de evolutie (2005, redactie met Cees Dekker en Ronald Meester)
- En God beschikte een worm: Over schepping en evolutie (2006, redactie met Gijsbert van den Brink en Cees Dekker)
- Omhoog kijken in platland: Over geloven in de wetenschap (2007, redactie met Gijsbert van den Brink en Cees Dekker)